# Netac Technology
Netac Technology (SZSE: 300042) — китайская компания, специализирующаяся на производстве продукции хранения цифровых данных, со штаб-квартирой в Шэньчжэне. Компания утверждает, что является первым в мире изобретателем USB-накопителей, хотя это утверждение оспаривается IBM и другими производителями.

## История
Компания Netac Technology была основана 29 апреля 1999 года Гошунем «Фрэнком» Дэном и Чэн Сяохуа, которые в течение года работали над созданием своего первого продукта — восьмимегабайтного флеш-накопителя.

## Продукция
По состоянию на 2021 год линейка продуктов Netac в основном состоит из твердотельных накопителей, модулей памяти, SD-карт, USB-флеш-накопителей, внешних жёстких дисков и периферийных устройств.

### Флешка
24 июля 2002 года компания Netac получила свой первый патент на метод и устройство внешнего хранения электронной флэш-памяти. С тех пор по меньшей мере 14 компаний обратились с просьбой о признании этого патента недействительным, поскольку запатентованное устройство было предвосхищено комбинацией двух ссылок, т. е. «Архитектура системы USB» и «Справочник по технологии флэш-памяти», опубликованных в 1997 году, и такая комбинация очевидна для специалистов в данной области техники».
Несмотря на то, что компания утверждает, что изобрела первый USB-накопитель в 1999 году и в том же году подала заявку на патент в Китае, патент был выдан, а продукт был запущен в производство только в 2002 году.  IBM выпустила восьмимегабайтный USB-накопитель в конце 2000 года, который опередил предложение Netac на рынке более чем на полтора года.

## Патенты
К 2009 году компания подала заявки на более чем 300 патентов в США, Южной Корее, Сингапуре и Китайской Народной Республике.
Компания Netac имеет следующие патенты:
- Патент Китая № ZL99117225.6 для электронной флэш-памяти, способа внешнего хранения и устройства.
- Истёк срок действия патента США № 6 829 672 на метод и устройство внешнего хранения электронной флэш-памяти[6].
- Патент Китая № ZL02114797.3 для беспроводного USB-модема.
- Патент Южной Кореи № 583626 на многофункциональное полупроводниковое запоминающее устройство и способ загрузки компьютерного хоста.
- Патент Сингапура № SG119038 для автоматического выполнения метода с использованием полупроводниковых запоминающих устройств.

## Судебные иски
Нарушение прав интеллектуальной собственности широко распространено в Китае, и Netac подала в суд на компании как в Китае, так и за его пределами, чтобы защитить свои патенты. В суд были поданы иски к PNY Technologies, Lenovo, Huaqi Information Digital Technology Co Ltd, Fuguanghui, Xingzhidao, Sony, Acer и Tai Guen Enterprise Co.
В 2006 году в китайский суд был подан иск против PNY Technologies. Это был первый случай, когда китайская компания подала иск о нарушении патентных прав за рубежом.

## Shenzhen Coocaa Network Technology Co Ltd
Предприятие Shenzhen Coocaa Network Technology Co Ltd предоставляет бесплатные услуги по загрузке фильмов и видео в высоком разрешении. Компания Netac разработала USB-накопители, которые в сочетании с USB-портами телевизоров позволяют воспроизводить видео с накопителя.

## Производственные базы
Офисное здание Netac расположено в районе высоких технологий Наньшань, который является технологическим центром Шэньчжэня.